# Carl Hilgers

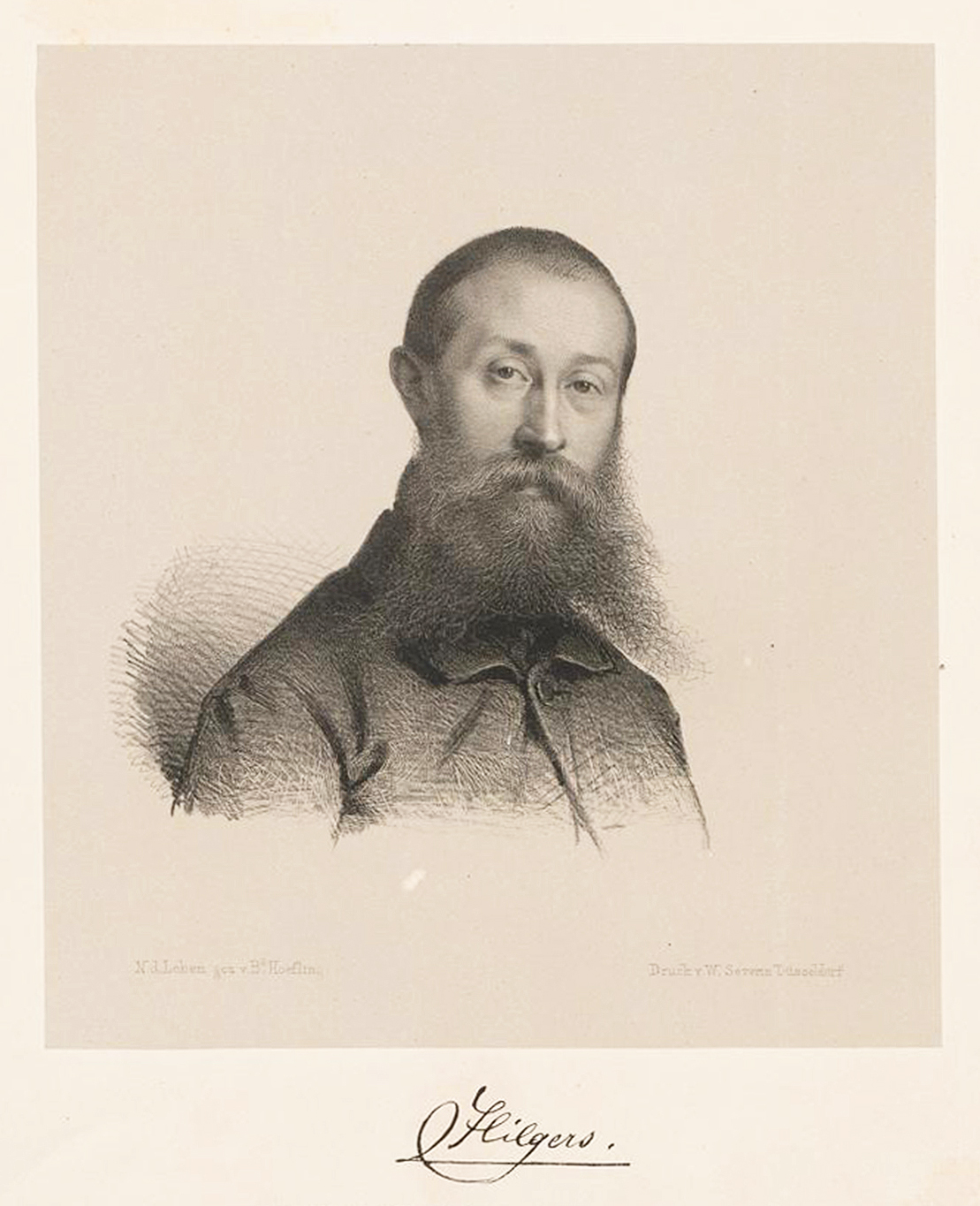
Carl Hilgers in Bildnisse Düsseldorfer Künstler: nach dem Leben gezeichnet und lithographirt von Bernhard Höfling, 1853

Carl Hilgers, auch Karl Hilgers geschrieben (* 14. April 1818 in Düsseldorf; † 3. Dezember 1890 ebendort), war ein deutscher Landschaftsmaler der Düsseldorfer Malerschule.

## Leben
Im Alter von elf Jahren erhielt Hilgers 1829 ersten Unterricht an der Kunstakademie Düsseldorf. Die Düsseldorfer Akademie besuchte er von 1833 bis 1844 als eingeschriebener Student, ab 1840 in der Meisterklasse als Schüler des Landschaftsmalers Johann Wilhelm Schirmer. Nach einem vierjährigen Zwischenaufenthalt in Berlin kehrte er nach Düsseldorf zurück. Dort war er Mitglied im Künstlerverein Malkasten. Neben anderen Malern der Düsseldorfer Schule war er mit dem rheinischen Maler Caspar Scheuren befreundet. Er war seinerzeit bekannt für seine in recht großer Zahl im Düsseldorfer Stil gemalten Winterlandschaften. Seine Firma malte die nach Plänen von Eberhard Westhofen ausgebaute Tonhalle Düsseldorf aus. Nach seinem Tod verblasste sein Ruhm. Eine Rezeption findet heute kaum noch statt, seine Werke tauchen gelegentlich in Auktionshäusern auf.
Aus der Düsseldorfer Familie Hilgers entstammte auch der Bildhauer Karl Hilgers.

## Werke
| - Stürmische Landschaft am Niederrhein - Tiroler Winterlandschaft - Anlandende Küstenfischer vor bretonischer Küste - Am Zeltlager - Eisvergnügen - Winterlandschaft mit Kapelle - Auf dem Eise - Porträt Bakhaus (1839) | Zu seiner Zeit geschätzte Werke waren: - Landschaft mit herannahendem Gewitter (1838) - Schneelandschaft (1838) - Holländische Hütten (1839) - Gegend bei Amsterdam (1840) - Niederländische Küche, mit der Aussicht auf die See (1840) - Winterlandschaft, Motiv bei Amsterdam (1841) - Winterlandschaft (1842) | - Winterlandschaft, Motiv bei Duisburg (1844) - Capelle im Schnee (1845) - Die Mühle, Abendbeleuchtung (1846) - Gebirgslandschaft (1848) - Landschaft, Motiv: Helsungen im Harz (1851) - Winterlandschaft mit einer Burg (1851) - Sommerlandschaft, Mühle (1852) - Winterlandschaft mit Staffage (1852) |

## Galerie

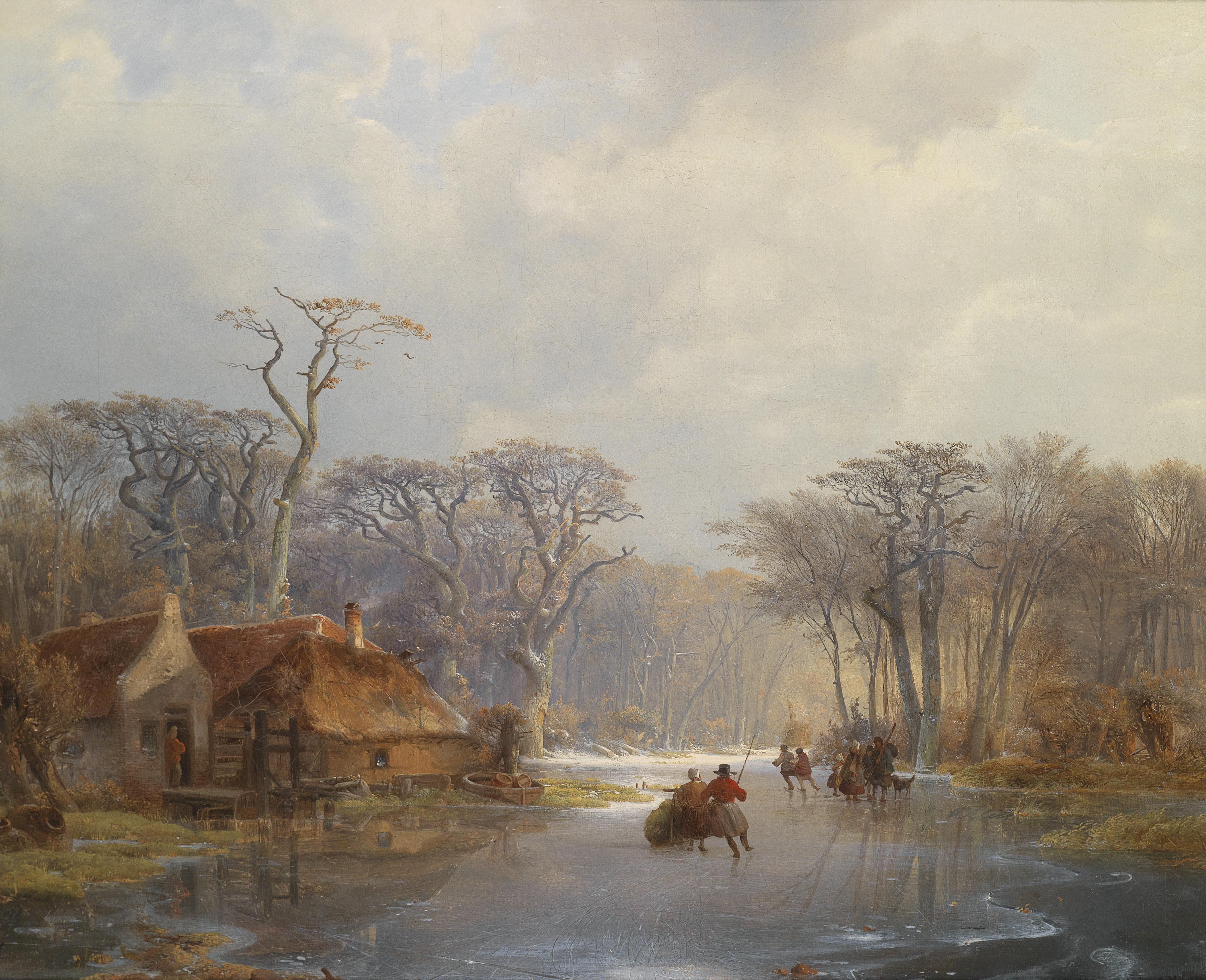
Wintervergnügen, 1843, Öl auf Leinwand, 46 × 56 cm
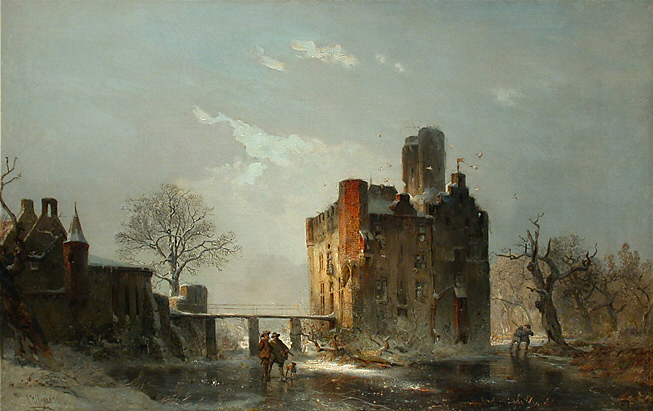
Die Doornenburg in Doornenburg, Niederlande, 1875
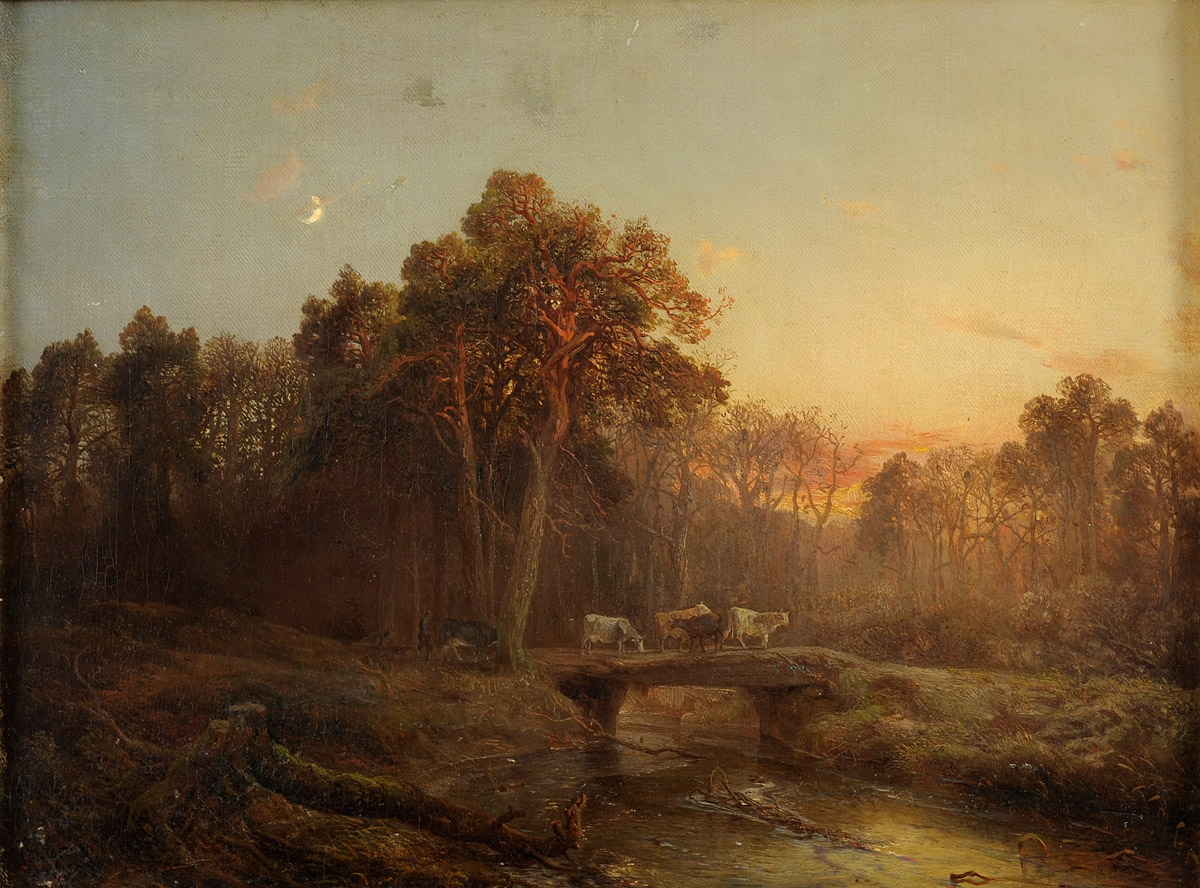
Der Heimtrieb, 1859, Öl auf Leinwand
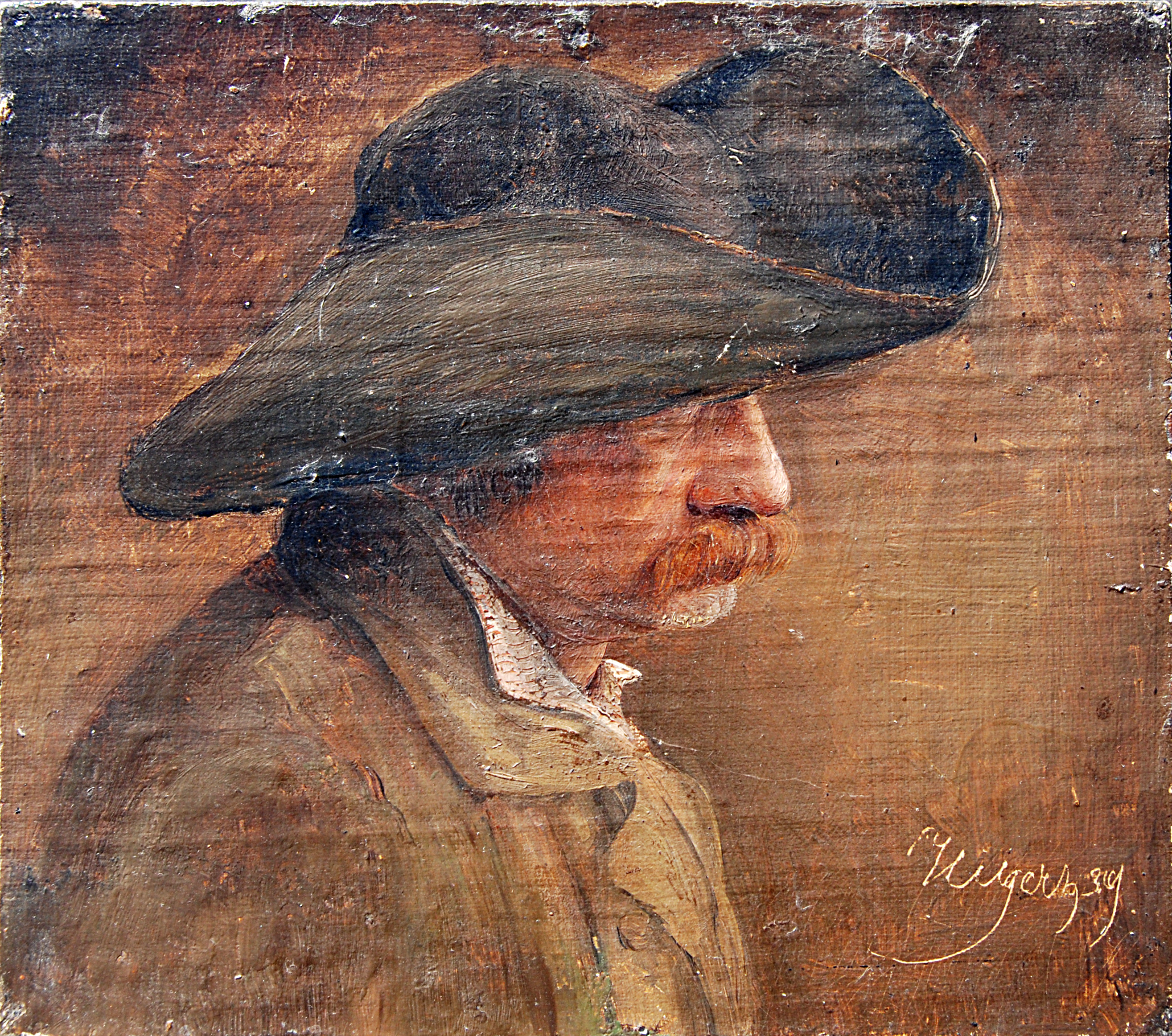
Modell Bakhaus, 1839, Öl auf Holz
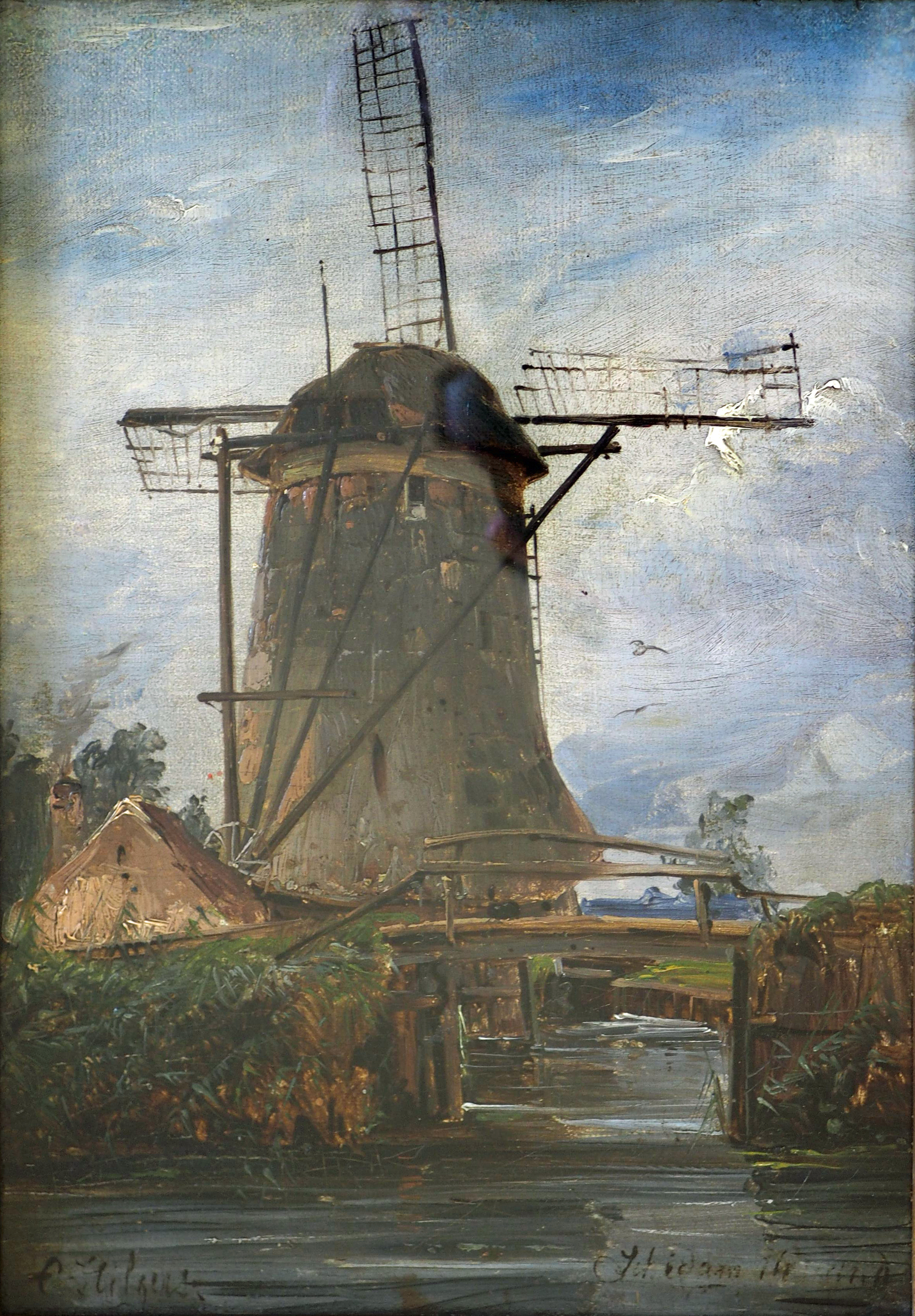
Windmühle in Schiedam

## Porträt
Johann Peter Hasenclever schuf 1850 ein Ganzfigur-Porträt von ihm. Das Gemälde befindet sich im Stadtmuseum von Düsseldorf. Es wurde 1921 vom Kunsthändler Julius Stern von der Städtische Kunstsammlungen Düsseldorf erworben.